# Banca del Mezzogiorno - MedioCredito Centrale
Banca del Mezzogiorno - MedioCredito Centrale S.p.A. è un istituto bancario italiano, partecipato al 100% da Invitalia.

## Storia
MedioCredito Centrale nasce nel 1952, istituito dalla Legge 949/52 emanata dal Governo De Gasperi VI, come ente pubblico denominato Istituto Centrale di Credito a Medio Termine alle Medie e Piccole Imprese diventando poi Istituto Centrale per il Credito a Medio Termine nel 1962 e infine MedioCredito Centrale. Diretto da Guido Carli fino al 1956, il suo compito iniziale fu il finanziamento a tasso agevolato degli istituti regionali di mediocredito e degli altri istituti di credito a medio lungo termine designati dal Tesoro, per operazioni di credito a favore delle medie e piccole imprese industriali e commerciali. Successivamente ha assunto sempre più funzioni dal finanziamento a medio termine dei crediti derivanti da esportazioni relative a forniture speciali agli interventi a favore di imprese e privati danneggiati da pubbliche calamità.
Trasformato in S.p.A. nel 1994, nel 1999 viene privatizzato e ceduto dal Ministero del Tesoro a Banca di Roma per 3.900 miliardi di lire. Dal 4 agosto 2008 viene ridenominato UniCredit MedioCredito Centrale S.p.A.
Nel 2009 viene varata la Legge 191 che prevede la nascita di una banca che abbia l'obiettivo di finanziare progetti di investimento nel Mezzogiorno, di erogare credito alle piccole e medie imprese, di favorire la nascita di nuove imprese e l'imprenditorialità giovanile e femminile, nonché promuovere l'aumento dimensionale e l'internazionalizzazione di tali imprese, di finanziare attività di ricerca e innovazione: il tutto come detto, nelle regioni del Sud Italia.
Si prevede la possibilità che il capitale della banca sia aperto anche a banche popolari e banche cooperative.
Per questo motivo, il 1º agosto 2011 Poste Italiane S.p.A. acquista, per 136 milioni di euro, il 100% di UniCredit MedioCredito Centrale: da settembre 2011, la nuova denominazione societaria è Banca del Mezzogiorno - Mediocredito Centrale S.p.A. ed è operativa dal 2 febbraio 2012.
Il 7 agosto 2017 Poste Italiane e Invitalia S.p.A. hanno perfezionato la cessione per 390 milioni di euro a Invitalia S.p.A. della partecipazione pari al 100% del capitale sociale della Banca detenuto da Poste Italiane.
Il 17 aprile 2020 l’assemblea dei soci ha confermato il Consiglio di Amministrazione, mantenendo come Presidente Massimiliano Cesare e come Amministratore Delegato Bernardo Mattarella.
Il 28 aprile 2023 vengono nominati Ferruccio Ferranti presidente e Francesco Minotti amministratore delegato.

## Attività
La banca ha consolidato il proprio ruolo istituzionale per la crescita della competitività del Paese, in particolare del Mezzogiorno.
I tre obiettivi principali di Mediocredito Centrale sono: sostenere il tessuto economico imprenditoriale del Paese, facilitare l’accesso al credito delle PMI, supportare la realizzazione di investimenti produttivi e in ricerca e sviluppo.
Tali obiettivi vengono perseguiti attraverso l’erogazione di credito (finanziamenti a medio e lungo termine, chirografari ed ipotecari, per investimenti, per internazionalizzazione e circolante, factoring) e concessione di agevolazioni.
La banca, oltre a gestire incentivi per ricerca e innovazione, finanziamenti per lo sviluppo, è soggetto gestore del Fondo di garanzia per le PMI, strumento pubblico che facilita l’accesso al credito delle micro, piccole e medie imprese.
Nell’emergenza Covid 19, Mediocredito Centrale si è occupata della gestione del Fondo di garanzia per le PMI per conto del Ministero dello Sviluppo Economico, supportando il sostegno alla liquidità di imprese, start up e professionisti.

## Riferimenti normativi
- Art. 6-ter del Decreto-legge 25 giugno 2008, n. 112 - Disposizioni urgenti per lo sviluppo economico, la semplificazione, la competitivita', la stabilizzazione della finanza pubblica e la perequazione Tributaria.
- Legge 191/09, su normattiva.it.
- linkiesta.it. URL consultato il 6 febbraio 2013 (archiviato dall'url originale il 15 marzo 2013).